# Kristotomus tangi
Kristotomus tangi là một loài tò vò trong họ Ichneumonidae.